# La mujer acusada
La mujer acusada (The Woman Accused, 1933) es una película dramática estadounidense anterior a la época pre-code dirigida por Paul Sloane y protagonizada por Nancy Carroll, Cary Grant y John Halliday.

## Argumento
En una fiesta en Nueva York, el abogado Jeffrey Baxter (Cary Grant) le propone matrimonio a Glenda O'Brien (Nancy Carroll) sin saber que ella ya ha vivido con alguien. Tienen previsto partir esa noche en un pequeño crucero durante el cual se casarán. Pero Glenda recibe una llamada de su ex amante, Leo Young (Louis Calhern), quien le implora que vuelva con él. De mala gana, accede a ir a verlo al apartamento que él alquiló justo encima del de ella. Cuando ella le dice que su historia ha terminado para siempre, él la encierra y amenaza con hacer que Jeffrey sea asesinado por un tal Little Maxie (Jack La Rue). Desesperada, golpea a Leo con una estatua y lo mata. De regreso a casa, su criada le aconseja que se vaya de todos modos a un crucero. Sin embargo, Stephen Bessemer (John Halliday), amigo de Leo, obtiene del fiscal Clarke (Irving Pichel) el derecho de investigar a Glenda y aborda el mismo barco. Consigue hacerle confesar el crimen durante un juicio falso durante un baile de máscaras. Más tarde, Glenda se confiesa a Jeffrey, quien la comprende y sigue queriendo casarse con ella. Stephen hace arrestar a Glenda, pero Jeffrey obtiene una confesión de Little Maxie sobre los planes de asesinato de Leo y Glenda es liberada.

## Reparto
| Actor/Actriz       | Personaje                 |
| ------------------ | ------------------------- |
| Nancy Carroll      | Glenda O'Brien            |
| Cary Grant         | Jeffrey Baxter            |
| John Halliday      | Stephen Bessemer          |
| Irving Pichel      | Fiscal del distrito Clark |
| Louis Calhern      | Leo Young                 |
| Norma Mitchell     | Martha                    |
| Jack La Rue        | Little Maxie              |
| Frank Sheridan     | Inspector Swope           |
| John Lodge         | Dr. Simpson               |
| William J. Kelly   | Capitán del barco         |
| Harry Holman       | Juez Osgood               |
| Jay Belasco        | Tony Graham               |
| Gertrude Messinger | Evelyn Craig              |
| Lona Andre         | Cora Matthews             |